# Etnologija
Etnologija (iz grščine ethnos - ljudstvo) je veda, ki se ukvarja z raziskovanjem vsakdanjega načina življenja in kulturo etničnih skupin. V Evropi se je začela etnologija kot veda pojavljati od konca 18. stoletja.
V 19. stoletju so pri raziskovanju ljudstev ločevali raziskovanje enega (navadno lastnega) ljudstva (na Slovenskem imenovano narodopisje) in primerjalno obravnavanje etničnih skupin (etnologija). Po drugi svetovni vojni se začne razvoj sodobne etnologije, ki raziskovalno problematiko iz "ljudske kulture" razširi na raziskovanje "načina življenja". S tem se raziskovanje razširi na celotno kulturo. Na Slovenskem kot eden prvih začne z raziskovanjem delavske kulture Slavko Kremenšek.
Oddelek za etnologijo je bil na Filozofski fakulteti v Ljubljani ustanovljen leta 1940. Raziskovalna dejavnost na področju etnologije na Slovenskem je organizirana predvsem v okviru Etnografskega muzeja, Inštituta za Slovensko narodopisje ZRC SAZU, Glasbeno narodopisnega inštituta, v oddelkih za etnologijo v slovenkih muzejih in Zavoda za varstvo kulturne dediščine.
Pomembno središče etnoloških študij v slovenskem zamejstvu je Etnološki inštitut Urban Jarnik v Celovcu, čigar duševni oče je bil Pavle Zablatnik. Med novejše avtorje štejemo Bojana-Ilijo Schnabla, ki je vpeljal v koroški interkulturni oz. slovenski znanstveni diskurz osrednji koncept inkulturacije, kot fenomen kulturnih procesov in ki je tako premostil etnocentičnost v raziskavah, ne da bi zanikal etničnosti kot takšno.
Ponekod po svetu, predvsem v ZDA in Združenem kraljestvu, jo imenujejo socialna ali kulturna antropologija.

## Pomembni svetovni antropologi/etnologi
- Marko Polo (1254 - 1324)
- Claude Lévi-Strauss (1908 - 2009)
- Bronislaw Malinowski (1884 - 1942) - funkcionalizem
- Georg Herbert Mead (1863 - 1931)
- Margaret Mead (1901 - 1978)
- Lewis Henry Morgan (1818 - 1881) - socialni evolucionizem
- Nikolaj Sergejevič Trubeckoj (1890 - 1938)
- Edward Burnett Tylor (1832 - 1917)
- Victor Turner (1920 - 1983)
- Zdeněk Veselovský (1928 - 2006)